# CWHL 2010/11
Die Saison 2010/11 war die vierte Spielzeit der Canadian Women’s Hockey League (CWHL), der höchsten kanadischen Spielklasse im Fraueneishockey in den Provinzen Ontario und Québec. Die Stars de Montréal gewannen die Regular Season der CWHL und qualifizierten sich damit für das Finalturnier – mit zwei weiteren CWHL- und einem WWHL-Teilnehmer – um den Clarkson Cup.

## Teilnehmer
Im Sommer 2010 stellten die Vaughan Flames und die Ottawa Lady Senators den Spielbetrieb ihrer Frauenmannschaften ein, betrieben aber weiter Nachwuchsarbeit. Als neues Franchise wurden die Boston Blades aufgenommen, die damit die bisher rein kanadische Liga auf die Vereinigten Staaten ausweiteten. Die Mississauga Chiefs kehrten zudem zu ihrem ursprünglichen Namen Toronto Aeros zurück.
An der vierten Austragung der CWHL nahmen somit insgesamt fünf Mannschaften teil, drei aus der Provinz Ontario sowie jeweils eine aus Québec und den Vereinigten Staaten.
| Team                  | Standort                   | Gründung | Spielstätte                               |
| --------------------- | -------------------------- | -------- | ----------------------------------------- |
| Brampton Thunder      | Brampton, Ontario          | 1998     | Century Gardens Arena                     |
| Burlington Barracudas | Burlington, Ontario        | 2007     | Appleby Arena                             |
| Toronto Aeros         | Toronto, Ontario           | 1998     | IceLand Mississauga, verschiedene weitere |
| Stars de Montréal     | Montréal, Québec           | 2007     | Centre Étienne Desmarteau                 |
| Boston Blades         | Boston, Massachusetts, USA | 2010     | Ristuccia Arena, Wilmington               |

## CWHL Draft
Am 12. August 2010 führte die CWHL erstmals einen Draft für Spielerinnen aus der Greater Toronto Area durch, um das Spielniveau der drei Teams aus dieser Region zu vereinheitlichen. Am eigentlichen Draft nahmen nur die Brampton Thunder, Burlington Barracudas und die Toronto Aeros teil, während die beiden anderen Teams der Liga nur 5 Spielerinnen ihres Kaders vor der Auswahl durch ein anderes Team schützen konnten und die Veranstaltung zur Bekanntgabe ihrer vorläufigen Kader nutzten. Die Veranstaltung wurde in der Hockey Hall of Fame in Toronto durchgeführt. An erster Stelle wurde Tessa Bonhomme von den Toronto Aeros ausgewählt, insgesamt sicherten sich die drei Teams die Rechte an 101 Spielerinnen.
| #   | Spieler               | Team                  | Geburtsort                     | College                               |
| --- | --------------------- | --------------------- | ------------------------------ | ------------------------------------- |
| 1.  | Tessa Bonhomme (D)    | Toronto Aeros         | Sudbury, Ontario               | Ohio State Buckeyes (WCHA)            |
| 2.  | Ashley Riggs (F)      | Burlington Barracudas | Pickering, Ontario             | Niagara University (CHA)              |
| 3.  | Britni Smith (D)      | Toronto Aeros         | Port Perry, Ontario            | St. Lawrence University (ECAC Hockey) |
| 4.  | Carly Haggard (F)     | Toronto Aeros         | Port Alberni, British Columbia | Dartmouth Big Green (ECAC Hockey)     |
| 5.  | Delaney Collins (D)   | Brampton Thunder      | Pilot Mound, Manitoba          | University of Alberta (CWUAA)         |
| 6.  | Christina Kessler (G) | Burlington Barracudas | Mississauga, Ontario           | Harvard Crimson (ECAC Hockey)         |
| 7.  | Shannon Moulson (D)   | Burlington Barracudas | Mississauga, Ontario           | Niagara University (CHA)              |
| 8.  | Ashley Pendleton (D)  | Brampton Thunder      | Orton, Ontario                 | Mercyhurst Lakers (CHA)               |
| 9.  | Kendra Fisher (G)     | Toronto Aeros         | Kincardine, Ontario            | Humber College (OCAA)                 |
| 10. | Michelle Bonello (D)  | Toronto Aeros         | Mississauga, Ontario           | Mercyhurst Lakers (CHA)               |

## Reguläre Saison

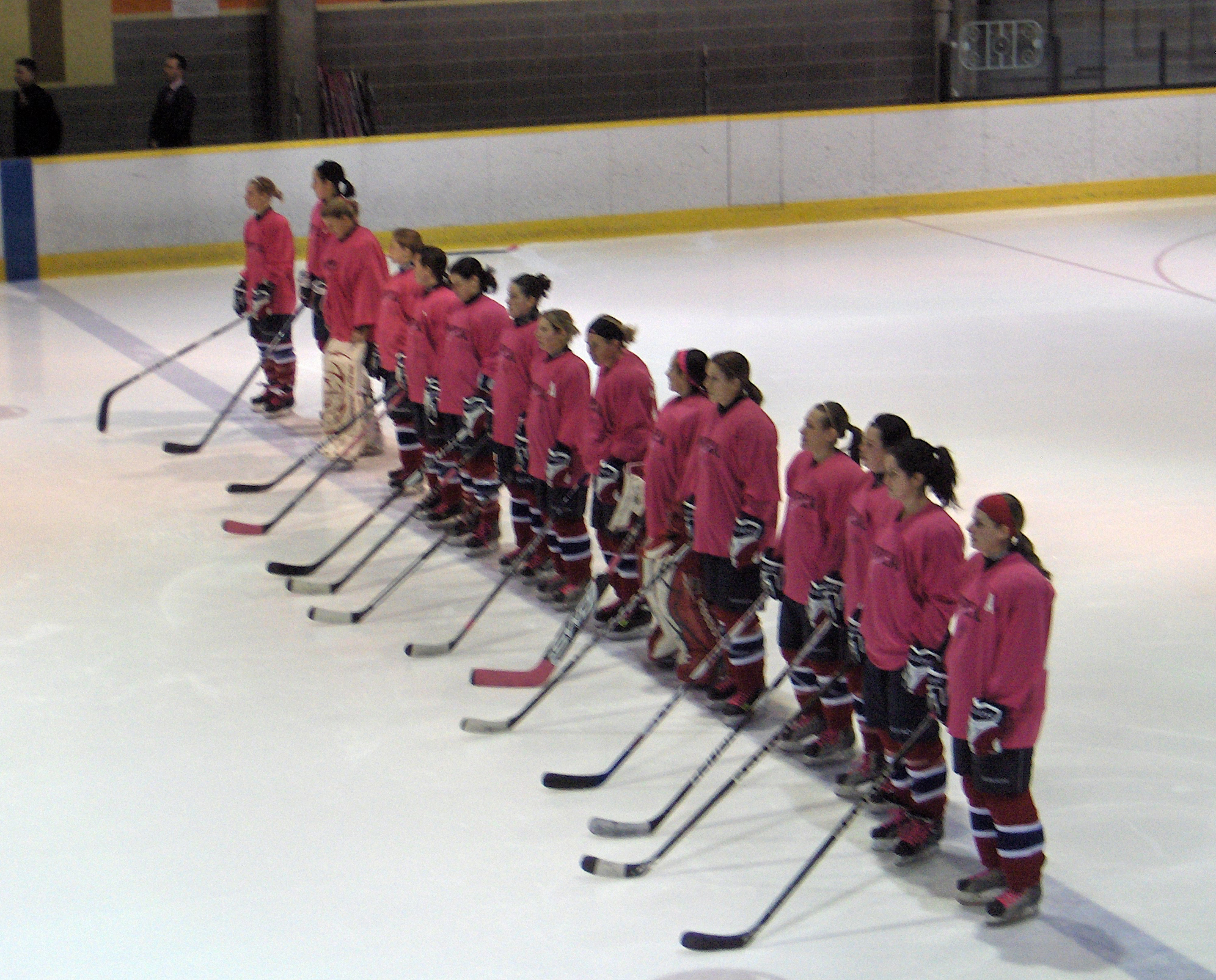
Mannschaftskader der Stars de Montréal im Januar 2011

Die reguläre Saison begann am 23. Oktober 2010 und endete am 27. Februar 2011. Die vier punktbesten Mannschaften qualifizierten sich für die Play-offs, die wiederum drei Plätze für das  Finalturnier um den Clarkson Cup ausspielten.

### Tabelle
| Pl. | Mannschaft            | Sp | S  | OTN | SON | N  | Tore    | Punkte |
| --- | --------------------- | -- | -- | --- | --- | -- | ------- | ------ |
| 1.  | Stars de Montréal     | 26 | 22 | 0   | 2   | 2  | 125:070 | 46     |
| 2.  | Brampton Thunder      | 26 | 19 | 1   | 1   | 5  | 111:069 | 40     |
| 3.  | Boston Blades         | 26 | 10 | 1   | 0   | 15 | 073:101 | 21     |
| 4.  | Toronto Aeros         | 26 | 8  | 0   | 5   | 13 | 083:098 | 21     |
| 5.  | Burlington Barracudas | 26 | 6  | 1   | 1   | 18 | 054:108 | 14     |

Abkürzungen: Pl. = Platz, Sp = Spiele, S = Siege, OTN = Niederlagen nach Verlängerung (Overtime), SON = Niederlagen nach Penaltyschießen (Shootout), N = Niederlagen

Erläuterungen: Direkt für das Playoff-Finale qualifiziert

### Statistik

#### Beste Scorerinnen

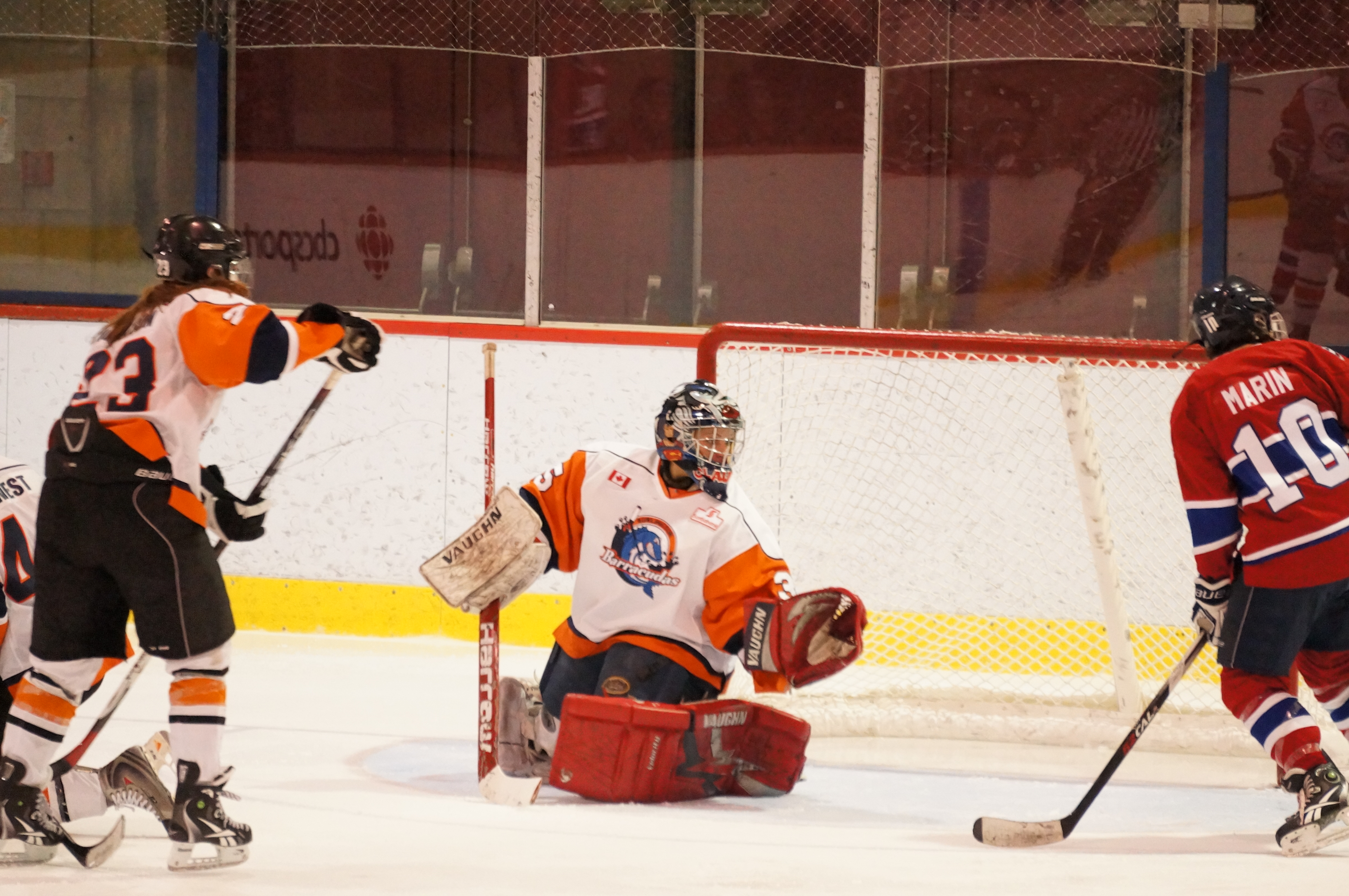
Christina Kessler im Tor der Burlington Barracudas

Abkürzungen: Sp = Spiele, T = Tore, V = Assists, Pkt = Punkte, SM = Strafminuten; Fett: Saisonbestwert
| Spieler            | Mannschaft       | Sp | T  | V  | Pkt | SM |
| ------------------ | ---------------- | -- | -- | -- | --- | -- |
| Caroline Ouellette | Montréal Stars   | 26 | 22 | 46 | 68  | 14 |
| Jayna Hefford      | Brampton Thunder | 24 | 24 | 22 | 46  | 26 |
| Jennifer Botterill | Toronto Aeros    | 22 | 13 | 25 | 38  | 12 |
| Noémie Marin       | Montréal Stars   | 17 | 21 | 14 | 35  | 10 |
| Emmanuelle Blais   | Montréal Stars   | 26 | 11 | 21 | 32  | 30 |
| Julie Chu          | Montréal Stars   | 16 | 5  | 27 | 32  | 0  |
| Annie Guay         | Montréal Stars   | 26 | 13 | 18 | 31  | 16 |
| Sam Faber          | Boston Blades    | 21 | 15 | 14 | 29  | 28 |
| Cherie Piper       | Brampton Thunder | 13 | 13 | 12 | 25  | 6  |
| Angela Ruggiero    | Boston Blades    | 20 | 10 | 15 | 25  | 36 |
| Sarah Vaillancourt | Montréal Stars   | 12 | 10 | 15 | 25  | 8  |
| Britni Smith       | Toronto Aeros    | 26 | 7  | 18 | 25  | 18 |
| Gillian Apps       | Brampton Thunder | 23 | 10 | 13 | 23  | 82 |
| Brooke Beazer      | Brampton Thunder | 23 | 10 | 13 | 23  | 16 |

#### Beste Torhüterinnen
Quelle: pointstreak.com; Abkürzungen: Sp = Spiele, Min = Eiszeit (in Minuten), GT = Gegentore, SO = Shutouts, Sv% = gehaltene Schüsse (in %), GTS = Gegentorschnitt; Fett: Turnierbestwert
| Spieler           | Mannschaft | Sp | Min     | S  | OTN | SON | N  | GT | GTS  | SVS | Sv%  | SO |
| ----------------- | ---------- | -- | ------- | -- | --- | --- | -- | -- | ---- | --- | ---- | -- |
| Jenny Lavigne     | Montréal   | 10 | 609:50  | 8  | 0   | 0   | 1  | 23 | 2,26 | 195 | 89,4 | 1  |
| Kim St-Pierre     | Montréal   | 16 | 915:10  | 13 | 0   | 2   | 1  | 37 | 2,43 | 365 | 90,8 | 3  |
| Laura Hosier      | Brampton   | 21 | 1198:50 | 12 | 1   | 0   | 6  | 57 | 2,85 | 423 | 88,1 | 3  |
| Sami Jo Small     | Toronto    | 19 | 1139:25 | 8  | 0   | 4   | 7  | 55 | 2,90 | 589 | 91,5 | 2  |
| Kendra Fisher     | Toronto    | 12 | 688:50  | 4  | 0   | 1   | 6  | 38 | 3,31 | 300 | 88,8 | 1  |
| Christina Kessler | Burlington | 19 | 1154:20 | 5  | 1   | 0   | 13 | 71 | 3,69 | 584 | 89,2 | 0  |
| Mandy Cronin      | Boston     | 20 | 1166:45 | 8  | 0   | 0   | 11 | 74 | 3,81 | 651 | 89,8 | 1  |

## Play-offs
In den Play-offs wurden ein verbleibender Platz für das Finalturnier um den Clarkson Cup sowie der CWHL-Meister ausgespielt.

### Clarkson-Cup-Qualifikation
| 11. März 2011 19:00 Uhr (Ortszeit) | Boston Blades M. Long (30:12) A. Ruggiero (48:53) | 2:4 (0:1, 1:2, 1:1) Spielbericht Stand: 0:1 | Toronto Aeros K. Cheverie (14:46) T. Bonhomme (22:28) T. Bonhomme (38:28) K. Cheverie (54:07) | Burbank Ice Arena, Reading Zuschauer: 280 |

| 12. März 2011 16:00 Uhr | Boston Blades L. Keady (7:38) | 1:3 (1:1, 0:2, 0:0) Spielbericht Stand: 0:2 | Toronto Aeros J. Brine (9:01) R. Davies (27:26) T. Bonhomme (36:23) | Bright Hockey Center, Harvard University, Boston Zuschauer: 184 |

Damit qualifizierten sich die Toronto Aeros für das Finalturnier.

### CWHL-Finale
| 11. März 2011 16:30 Uhr (Ortszeit) | Stars de Montréal C. Ouellette (3:37) L.-M. Breton (PS) | 2:1 n. P. (1:1, 0:0, 0:0, 0:0, 1:0) Spielbericht Stand: 1:0 | Brampton Thunder G. Apps (1:18) | Ed Meagher Arena, Concordia University, Montréal Zuschauer: 100 |

| 12. März 2011 18:30 Uhr | Stars de Montréal D. Thibault (12:22) S. Vaillancourt (31:36) N. Marin (45:30) S. Harbec (46:13) | 4:3 (1:1, 1:0, 2:2) Spielbericht Stand: 2:0 | Brampton Thunder J. Hefford (3:45) G. Apps (52:02) A. Fox (55:20) | McConnell Arena, McGill University, Montréal Zuschauer: 200 |

## Auszeichnungen

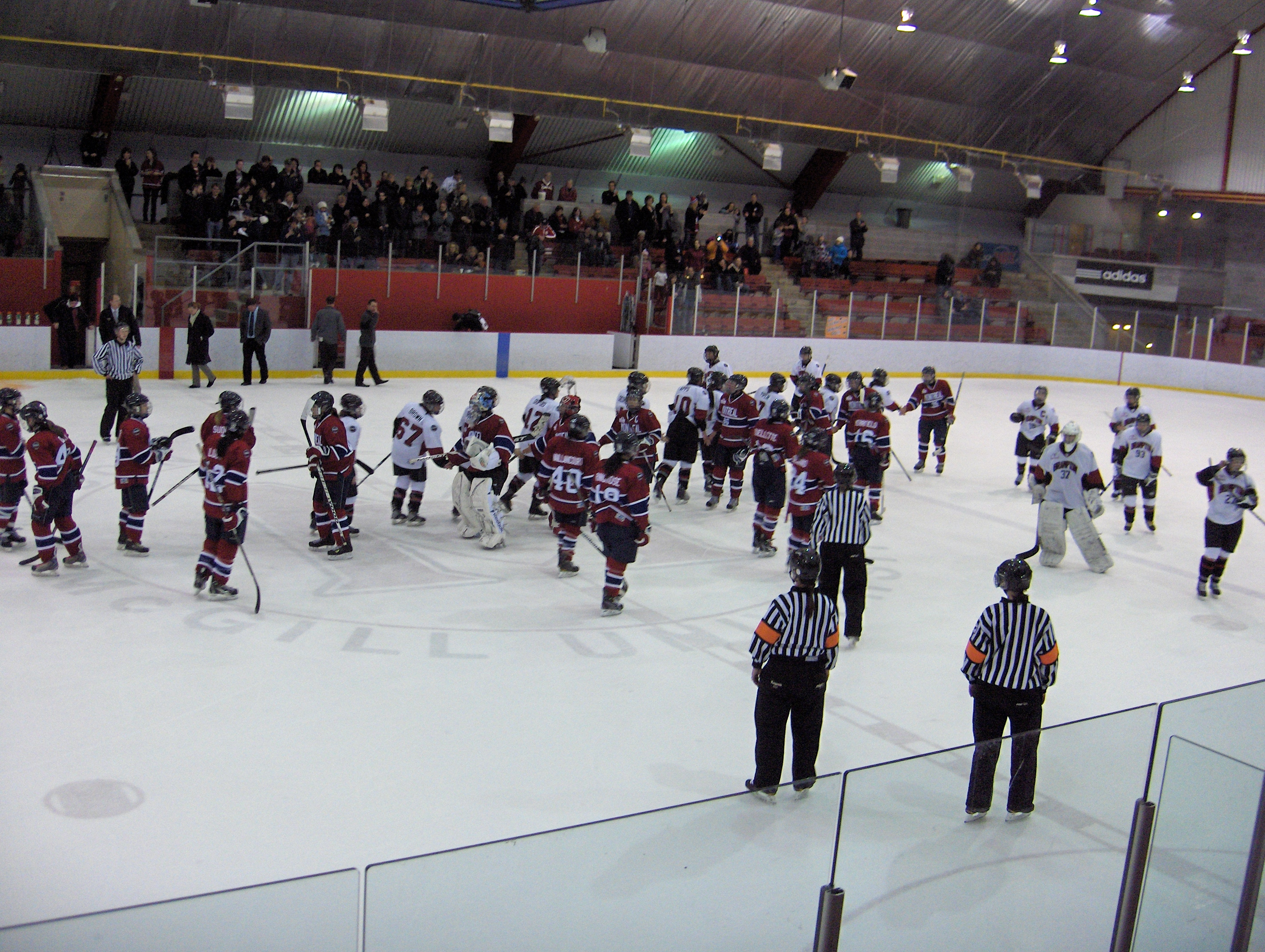
Shake-Hands nach dem zweiten Play-off-Spiel zwischen Brampton und Montreal

### Spielertrophäen
- Most Valuable Player: Caroline Ouellette, Montréal[8]
- Angela James Bowl (Topscorerin): Caroline Ouellette, Montréal
- Outstanding Rookie: Sarah Vaillancourt, Montréal
- Trainer des Jahres: Patrick Rankine, Montréal
- Beste Stürmerin: Caroline Ouellette, Montréal
- Beste Verteidigerin: Angela Ruggiero, Boston
- Beste Torhüterin: Kim St-Pierre, Montréal

### All-Star-Teams
| First All-Star Team |                                                         |
| Angriff:            | Caroline Ouellette – Jayna Hefford – Sarah Vaillancourt |
| Verteidigung:       | Annie Guay – Angela Ruggiero                            |
| Tor:                | Kim St-Pierre                                           |

| Second All-Star Team |                                               |
| Angriff:             | Jennifer Botterill – Sam Faber – Noémie Marin |
| Verteidigung:        | Britni Smith – Molly Engstrom                 |
| Tor:                 | Laura Hosier                                  |

| All-Rookie Team |                                                |
| Angriff:        | Kori Cheverie – Sam Faber – Sarah Vaillancourt |
| Verteidigung:   | Britni Smith – Kacey Bellamy                   |
| Tor:            | Christina Kessler                              |